# Doble marcaje
El doble marcaje es un recurso morfosintáctico, en el cual la relación entre diferentes palabras o constituyentes se marca en ambos elementos, tanto en el núcleo como en los complementos. El marcaje doble generalizado a todas las construcciones es poco frecuente, pero instancias individuales de doble marcaje se encuentran en muchos idiomas.
Por ejemplo, en turco, en la construcción posesiva de dos sustantivos definidos, se marcan el sustantivo posesor así como el poseído. El posesor se marca en el caso genitivo, y el poseído con un sufijo.Por ejemplo, ‘hermano’ es kardeş, y 'perro' es köpek, pero 'el perro del hermano' es kardeşin köpeği.
Otro ejemplo sería un idioma en el cual los afijos que marcan el género gramatical o el caso se usen en los sustantivos así como en los adjetivos (por ej. el español y el ruso). Aún otro ejemplo sería un idioma en el que los afijos de casos se suplementen a afijos de concordancia verbal para el sujeto, el objeto directo o el objeto indirecto.
El protoindoeuropeo tenía doble marcaje en las oraciones verbales (los verbos se marcaban para persona y número, los nominales para el caso) y los sintagmas con sustantivos y adjetivos (ambos se marcaban con los mismos afijos de caso y número), pero en las frases de posesión (solo el complemento posesor se marcaba).